# Arroyo Sarandí (Durazno)
El arroyo Sarandí es un curso de agua uruguayo que atraviesa el departamento de Durazno perteneciente a la cuenca hidrográfica del Río de la Plata.
Nace en la cuchilla de Ramírez y desemboca en el río Negro tras recorrer alrededor de 29 km.